# MEMZ

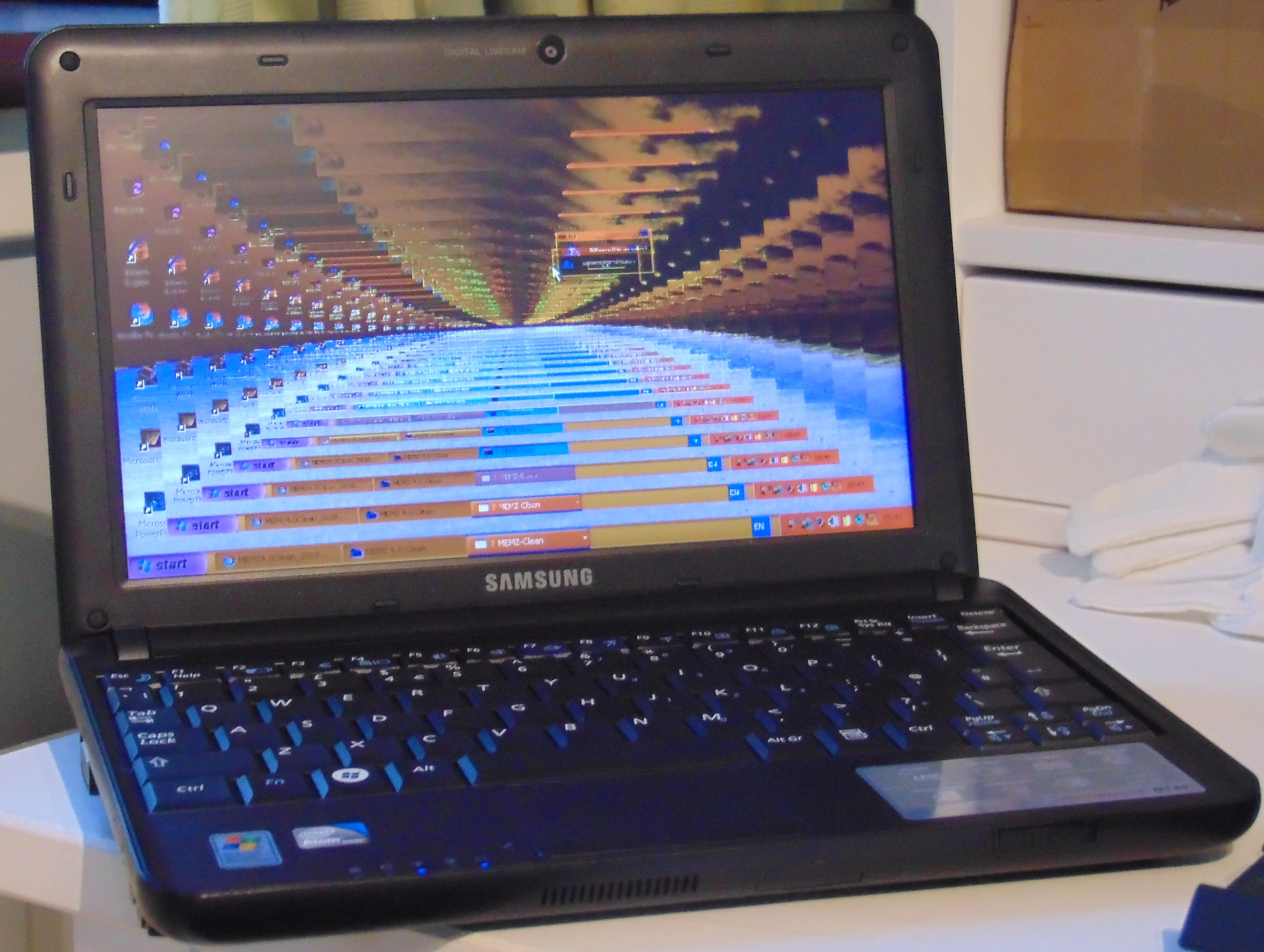
Un computer infettato dal MEMZ trojan

Il MEMZ è un malware trojan programmato per Microsoft Windows.

## Storia
MEMZ originariamente era stato creato da Leurak per la serie "Viewer-Made Malware" dello YouTuber danooct1. Venne portato in primo piano più tardi da Joel Johannson, alias Vargskelethor, un membro del gruppo di live-streamer Vinesauce, che ne mostrò il funzionamento su una macchina virtuale con il sistema operativo Windows 10. Il virus acquisì notorietà grazie alle sue uniche e complesse payload, che si attivavano automaticamente una dopo l'altra. Degli esempi delle payload presenti sono: movimenti casuali del mouse, apertura di ricerche ironiche su google come "Come togliere un virus" e aprire programmi a caso come la calcolatrice o il prompt dei comandi. Come suggerisce il nome del virus, le payload sono ispirate ad alcuni meme. È stata creata una versione benigna del malware da Leurak, che permette di attivare o disattivare le payload a piacimento e non sovrascriveranno il boot sector al riavvio.

## Varianti
Una variante di MEMZ, soprannominata "VineMEMZ", è stata programmata da Leurak come regalo per Johannson dopo la live-stream che diede notorietà al virus. Questa versione è simile all'originale ma con molti riferimenti a Vinesauce, specialmente a Johannson.